# Pergamum
I Pergamum sono una band metalcore originaria della Central Coast (Australia). Dopo aver inciso il suo primo album, Feel Life's Fear, il gruppo ha partecipato come  sostenitore a tour di band come Bring Me the Horizon, I Killed the Prom Queen, The Red Shore, The Ghost Inside, Wish For Wings, The Rivarly and Deedz Nuts, mettendo così le basi per una solida base di fans.
Molti dei componenti sono cristiani, e sperano di trasmettere qualcosa di positivo attraverso i loro testi, pur non definendosi una band Christian Metal.
L'11 maggio 2011 è uscito l'ultimo album della band, The Promise.

## Contratti sponsor
La band è attualmente endorser ufficiale di marchi quali Marshall, Ernie Ball, Mesa Boogie, Ibanez, Zildjian.
L'Ibanez e la Jackson utilizzate da Michael Alexander sono state customizzate su richiesta del chitarrista.

## Formazione
- Jake Dobson - voce
- Michael Alexander - chitarra
- Aaron Mag - chitarra
- Luke Schoonbeek - basso
- Jason Alexander - batteria

## Discografia

### Album in studio
- 2008 - Feel Life's Fear
- 2011 - The Promise